# Derek Barsham
Derek George Barsham (Enfield, 2 ottobre 1930 – Capo Cod, 1º gennaio 2020) è stato un cantante britannico, che ebbe ampia notorietà nel Regno Unito come voce bianca solista negli anni della seconda guerra mondiale.

## Biografia
Derek Barsham è nato a Enfield (borgo di Londra) nel 1930. La sua carriera musicale iniziò all'età di otto anni, quando si unì al coro della chiesa di St. Stephen a Enfield. Gli fu quindi offerto di cantare nel prestigioso coro della Cattedrale di San Paolo (Londra), ma lo scoppio della seconda guerra mondiale gli impedì di godere di questa opportunità. Tuttavia, il capitano della 1ª Boys Brigate di Enfield, dott. Leslie Ridge, notò il suo potenziale e un insegnante di canto, Percy Jackson, confermò la qualità e il talento naturale della voce bianca di Derek, che non richiedeva di essere educata se non migliorando le tecniche di respirazione.
Verso la fine del 1943, all'età di 13 anni, Derek fece un'audizione alla BBC e, la mattina di Natale, cantò alcuni inni di Natale nel corso del programma radiofonico Children’s Hour. All'inizio del 1944, gli fu chiesto di registrare la "buffer music" da utilizzare tra un programma e l'altro. Ha quindi firmato un contratto con Decca per registrare due pezzi di Stephen Adams, The Star of Bethlehem e The Holy City, accompagnato dall'organista Fela Sowande. La seduta di registrazione durò un giorno intero a causa delle incursioni aeree. Derek stesso sfuggì miracolosamente alla morte quando una bomba esplose non lontano da lui mentre si recava in bicicletta allo studio. 
Derek divenne un ospite ricorrente quasi ogni settimana in Children’s Hour, che era trasmesso in diretta prima del radiogiornale delle sei. Milioni e milioni di persone non solo nel Regno Unito ma in tutta Europa ascoltarono il programma. Il repertorio di Derek spaziava da canzoni popolari e patriottiche, a inni sacri e arie di compositori, da Georg Friedrich Händel a Herbert Howells. Un paio di volte i tempi del suo a solo furono improvvisamente cambiati e posti a concludere il programma. In seguito egli apprese che era stato un segnale per le truppe in Normandia. Dopo un'altra trasmissione, fu portato in un luogo segreto per tenere un concerto alla presenza di "diversi militari", uno dei quali si rivelò essere il ministro di Hitler, Rudolf Hess, allora prigioniero in Inghilterra.
Convinti che la voce del ragazzo si sarebbe presto inevitabilmente "spezzata", già nel 1944 la BBC registrò il programma Victory in Europe un anno prima della fine della guerra, che includeva l'esecuzione dell'inno Land of Hope and Glory con il coro e l'orchestra della BBC, diretti da Leslie Woodgate. Questo inno fu trasmesso immediatamente a conclusione del discorso sulla vittoria di Winston Churchill l'8 maggio 1945. La registrazione del brano musicale non si è purtroppo preservata.
Nel giugno del 1945 Derek fu invitato da Sir Sydney Nicholson, organista dell'Abbazia di Westminster, a cantare in uno speciale servizio religioso in celebrazione della vittoria. Due settimane prima dell'evento, Derek fu quasi sul punto di morire di peritonite per un improvviso attacco di appendicite. Si pensava, che all'età di 15 anni non avrebbe mai più cantato. Invece si riprese rapidamente e bene, e nel corso del 1946 prese parte a numerose trasmissioni sotto la direzione di George Thalben-Ball, registrò diversi dischi e fece apparizioni con le star del tempo, tra cui Richard Murdoch e Tommy Handley.
All'età di 16 anni, Derek cominciò a lavorare in banca, ma si congedò per partecipare alle prove dell'opera Boris Godunov di Mussorgsky, in cui interpretava la parte di Fyodor, figlio di Boris. L'opera fu trasmessa in diretta il 12 febbraio 1947 e replicata il 14 febbraio per inaugurare il nuovo terzo canale della BBC. Derek ha anche cantato in occasione della cerimonia di inaugurazione delle Nazioni Unite, dopo di che fu intervistato da John Ellison per il popolare programma radiofonico In Town Tonight.
Nel 1947, all'età di 17 anni, ha lasciato la sua carriera radiofonica. Il suo ultimo disco, I’ll Walk Beside You fu scelto dalla Boys Brigade come regalo per le nozze della principessa Elisabetta II d'Inghilterra.
Derek ha fatto riposare la voce per diversi anni per facilitare la transizione da voce bianca al timbro baritonale. Poi, dal 1952, ha lavorato a tempo pieno in locali londinesi come artista di concerti e cabaret sotto il nome di Derek Mann. Si trasferì negli Stati Uniti e dal 1975 al 1997 divenne cantante e quindi produttore di spettacoli sulle navi da crociera per la Royal Viking Line. Nel 1994 ha raccontato la sua esperienza di vita di 23 anni a bordo delle navi e nei porti di Hong Kong, Sydney, Copenaghen, in Grecia e nelle Americhe nel libro Mann at Sea.
Negli anni successivi, la riedizione dei suoi dischi su CD portò ad un revival della sua fama di voce bianca solista e del ruolo da lui avuto alla radio durante i giorni bui della seconda guerra mondiale. Nel 2002 tornò a Londra per tenere una serie di concerti di beneficenza, tra cui due alla Cappella Reale dei Savoy, e uno alla Cattedrale di San Paolo (Londra) di fronte ad un pubblico di oltre 2000 persone.
Derek Barsham è deceduto il 1º gennaio 2020, all'età di 89 anni, a Capo Cod in Massachusetts.